# Campionati europei under 23 di atletica leggera 2021
I XIII Campionati europei under 23 di atletica leggera (in inglese: 2021 European Athletics U23 Championships) si sono svolti a Tallinn, in Estonia, dall'8 all'11 luglio 2021.
L'impianto che ha ospitato le gare è il Kadriorg Stadium. Il pubblico aveva un limite di 1 000 spettatori a giornata. La competizione avrebbe dovuto disputarsi a Bergen, in Norvegia, ma questa sede ha dovuto rinunciare nel maggio 2021 a causa della pandemia di COVID-19. Dal 15 al 18 luglio, Tallinn ospita anche i campionati europei under 20.

## Nazioni partecipanti
Erano iscritti 1162 atleti (591 uomini e 571 donne).
Tra parentesi, il numero di atleti partecipanti per nazione.
- Andorra (2)
- Armenia (2)
- Atleti Neutrali Autorizzati (1)
- Austria (15)
- Azerbaigian (1)
- Belgio (26)
- Bielorussia (33)
- Bosnia ed Erzegovina (3)
- Bulgaria (10)
- Cipro (5)
- Croazia (7)
- Danimarca (21)
- Estonia (26)
- Finlandia (40)
- Francia (71)
- Georgia (2)
- Germania (66)
- Gran Bretagna (56)
- Grecia (39)
- Irlanda (30)
- Islanda (5)
- Israele (12)
- Italia (81)
- Kosovo (1)
- Lettonia (12)
- Lituania (19)
- Lussemburgo (2)
- Macedonia del Nord (2)
- Malta (2)
- Moldavia (2)
- Monaco (1)
- Montenegro (1)
- Norvegia (32)
- Paesi Bassi (29)
- Polonia (54)
- Portogallo (30)
- Rep. Ceca (51)
- Romania (20)
- San Marino (2)
- Serbia (12)
- Slovacchia (18)
- Slovenia (22)
- Spagna (70)
- Svezia (45)
- Svizzera (44)
- Turchia (49)
- Ucraina (58)
- Ungheria (30)

Non partecipano né l'Albania, né Gibilterra, né il Liechtenstein. Per la prima volta l'Italia ha la delegazione più numerosa dei campionati.

## Risultati

### Uomini
| Specialità | Oro                                                                  | Prestazione | Argento                                                                    | Prestazione  | Bronzo                                                                | Prestazione |
| Corse piane |                                                                      |             |                                                                            |              |                                                                       |             |
| 100 m | Jeremiah Azu                                                         | 10"25       | Henrik Larsson                                                             | 10"36        | Arnau Monné                                                           | 10"41       |
| 200 m | William Reais                                                        | 20"47       | Jesús Gómez                                                                | 20"60        | Pol Retamal                                                           | 20"70       |
| 400 m | Ricky Petrucciani                                                    | 45"02       | Jonathan Sacoor                                                            | 45"17        | Edoardo Scotti                                                        | 45"68       |
| 800 m | Simone Barontini                                                     | 1'46"20     | Eliott Crestan                                                             | 1'46"32      | Thomas Randolph                                                       | 1'46"41     |
| 1 500 m | Ruben Verheyden                                                      | 3'40"03     | Mario García                                                               | 3'40"11      | Isaac Nader                                                           | 3'40"58     |
| 5 000 m | Mohamed Mohumed                                                      | 13'38"69    | Aarón Las Heras                                                            | 13'43"14     | Baldvin Magnússon                                                     | 13'45"00    |
| 10 000 m | Eduardo Menacho                                                      | 29'14"92    | Florian Le Pallec                                                          | 29'23"82     | Valentin Gondouin                                                     | 29'24"40    |
| Corse a ostacoli |                                                                      |             |                                                                            |              |                                                                       |             |
| 110 m hs | Asier Martínez                                                       | 13"34       | Michael Obasuyi                                                            | 13"40        | Enrique Llopis                                                        | 13"44       |
| 400 m hs | Alessandro Sibilio                                                   | 48"42       | Emil Agyekum                                                               | 48"96        | Ramsey Angela                                                         | 49"07       |
| 3 000 m siepi | István Palkovits                                                     | 8'34"05     | Etson Barros                                                               | 8'38"00      | Nahuel Carabaña                                                       | 8'39"17     |
| Salti |                                                                      |             |                                                                            |              |                                                                       |             |
| Salto in alto | Jan Štefela                                                          | 2,20 m      | Nathan Ismar Manuel Lando                                                  | 2,17 m2,17 m |                                                                       |             |
| Salto con l'asta | Ethan Cormont                                                        | 5,80 m =    | Emmanouīl Karalīs                                                          | 5,65 m       | Sondre Guttormsen Ersu Şaşma                                          | 5,60 m      |
| Salto in lungo | Simon Ehammer                                                        | 8,10 m      | Henrik Flåtnes                                                             | 7,95 m =     | Boris Linkov                                                          | 7,84 m      |
| Salto triplo | Andrea Dallavalle                                                    | 17,05 m     | Enzo Hodebar                                                               | 16,99 m      | Anaël-Thomas Gogois                                                   | 16,65 m     |
| Lanci |                                                                      |             |                                                                            |              |                                                                       |             |
| Getto del peso | Dzmitry Karpuk                                                       | 20,33 m     | Alperen Karahan                                                            | 19,75 m      | Odysseas Mouzenidis                                                   | 19,41 m     |
| Lancio del disco | Kristjan Čeh                                                         | 67,48 m     | Yauheni Bahutski                                                           | 61,21 m      | Yasiel Sotero                                                         | 58,07 m     |
| Lancio del martello | Mychajlo Kochan                                                      | 77,88 m     | Hrístos Frantzeskákis                                                      | 75,23 m      | Ragnar Carlsson                                                       | 73,85 m     |
| Lancio del giavellotto | Topias Laine                                                         | 81,67 m     | Leandro Ramos                                                              | 80,61 m      | Teura'itera'i Tupaia                                                  | 78,80 m     |
| Staffette |                                                                      |             |                                                                            |              |                                                                       |             |
| Staffetta 4×100 m | Germania Yannick Wolf Luis Brandner Milo Skupin-Alfa Joshua Hartmann | 38"70       | Spagna Arnau Monné Pol Retamal Jesús Gómez Sergio López                    | 39"00        | Ucraina Erik Kostrytsya Andriy Vasyliev Kyrylo Prykhodko Vasyl Makukh | 39"45       |
| Staffetta 4×400 m | Francia El-Mir Reale Téo Andant David Sombé Ludovic Oucéni           | 3'05"01     | Italia Alessandro Moscardi Edoardo Scotti Riccardo Meli Alessandro Sibilio | 3'06"07      | Germania Johannes Nortmeyer Kevin Joite Ben Zapka Emil Agyekum        | 3'06"42     |
| Prove su strada |                                                                      |             |                                                                            |              |                                                                       |             |
| Marcia 20 km | José Manuel Pérez                                                    | 1h25'06"    | David Kenny                                                                | 1h25'50"     | Andrea Cosi                                                           | 1h26'05"    |
| Prove multiple |                                                                      |             |                                                                            |              |                                                                       |             |
| Decathlon | Andreas Bechmann                                                     | 8 142 p.    | Sven Roosen                                                                | 8 056 p.     | Markus Rooth                                                          | 7 967 p.    |
| record mondiale; record mondiale stagionale; miglior prestazione mondiale under 23; miglior prestazione mondiale stagionale under 23; record europeo; miglior prestazione europea stagionale; miglior prestazione europea under 23; miglior prestazione europea stagionale under 23; record dei campionati; record nazionale; record nazionale under 23; record personale; record personale stagionale. |                                                                      |             |                                                                            |              |                                                                       |             |

### Donne
| Specialità | Oro                                                                      | Prestazione | Argento                                                        | Prestazione | Bronzo                                                                       | Prestazione |
| Corse piane |                                                                          |             |                                                                |             |                                                                              |             |
| 100 m | Lilly Kaden                                                              | 11"36       | Rani Rosius                                                    | 11"43       | Kristal Awuah                                                                | 11"44       |
| 200 m | Dalia Kaddari                                                            | 22"64       | Sophia Junk                                                    | 22"87       | Gémima Joseph                                                                | 22"97       |
| 400 m | Lada Vondrová                                                            | 51"19       | Barbora Malíková                                               | 51"23 =     | Silke Lemmens                                                                | 52"09       |
| 800 m | Isabelle Boffey                                                          | 2'01"80     | Eloisa Coiro                                                   | 2'02"07     | Wilma Nielsen                                                                | 2'02"29     |
| 1 500 m | Gaia Sabbatini                                                           | 4'13"98     | Marta Zenoni                                                   | 4'14"50     | Erin Wallace                                                                 | 4'14"85     |
| 5 000 m | Nadia Battocletti                                                        | 15'37"4 m   | Klara Lukan                                                    | 15'44"0 m   | Diane van Es                                                                 | 15'48"4 m   |
| 10 000 m | Jasmijn Lau                                                              | 32'30"49    | Anna Arnaudo                                                   | 32'40"43    | Lisa Oed                                                                     | 33'35"99    |
| Corse a ostacoli |                                                                          |             |                                                                |             |                                                                              |             |
| 100 m hs | Pia Skrzyszowska                                                         | 12"77       | Cyréna Samba-Mayela                                            | 12"80       | Klaudia Wojtunik                                                             | 12"97       |
| 400 m hs | Emma Zapletalová                                                         | 54"28       | Sara Gallego                                                   | 55"20       | Yasmin Giger                                                                 | 55"25       |
| 3 000 m siepi | Flavie Renouard                                                          | 9'51"02     | Kinga Królik                                                   | 9'52"59     | Aude Clavier                                                                 | 9'58"58     |
| Salti |                                                                          |             |                                                                |             |                                                                              |             |
| Salto in alto | Jaroslava Mahučich                                                       | 2,00 m      | Maja Nilsson                                                   | 1,89 m      | Lia Apostolovski                                                             | 1,89 m =    |
| Salto in lungo | Petra Farkas                                                             | 6,73 m      | Merle Homeier                                                  | 6,69 m      | Lucy Hadaway                                                                 | 6,63 m      |
| Salto con l'asta | Amálie Švábíková                                                         | 4,50 m      | Molly Caudery                                                  | 4,45 m =    | Lisa Gunnarsson                                                              | 4,40 m      |
| Salto triplo | Tuğba Danışmaz                                                           | 14,09 m     | Spyridoula Karydi                                              | 13,95 m     | Rūta Kate Lasmane                                                            | 13,75 m     |
| Lanci |                                                                          |             |                                                                |             |                                                                              |             |
| Getto del peso | Jessica Schilder                                                         | 18,11 m     | Lea Riedel                                                     | 17,86 m     | Axelina Johansson                                                            | 17,85 m     |
| Lancio del disco | Jorinde van Klinken                                                      | 63,02 m     | Helena Leveelahti                                              | 57,02 m     | Amanda Ngandu-Ntumba                                                         | 56,24 m     |
| Lancio del martello | Samantha Borutta                                                         | 68,80 m     | Katrine Koch Jacobsen                                          | 66,81 m     | Kiira Väänänen                                                               | 65,98 m     |
| Lancio del giavellotto | Aliaksandra Konshyna                                                     | 59,14 m     | Münevver Hancı                                                 | 57,37 m     | Jöna Aigouy                                                                  | 55,82 m     |
| Staffette |                                                                          |             |                                                                |             |                                                                              |             |
| Staffetta 4×100 m | Germania Lilly Kaden Keshia Kwadwo Sophia Junk Talea Prepens             | 43"05       | Spagna Aitana Rodrigo Jaël Bestué Eva Santidrián Carmen Marco  | 43"74       | Francia Marie-Ange Rimlinger Sacha Alessandrini Wided Atatou Mallory Leconte | 44"15       |
| Staffetta 4×400 m | Rep. Ceca Lada Vondrová Nikoleta Jíchová Barbora Veselá Barbora Malíková | 3'30"11     | Francia Sokhna Lacoste Louise Maraval Camille Seri Shana Grebo | 3'30"33     | Polonia Natalia Wosztyl Aleksandra Formella Karolina Łozowska Kinga Gacka    | 3'30"38     |
| Prove su strada |                                                                          |             |                                                                |             |                                                                              |             |
| Marcia 20 km | Meryem Bekmez                                                            | 1h33'00"    | Pauline Stey                                                   | 1h35'00"    | Antía Chamosa                                                                | 1h35'18"    |
| Prove multiple |                                                                          |             |                                                                |             |                                                                              |             |
| Eptathlon | Adrianna Sułek                                                           | 6 305 p.    | Claudia Conte                                                  | 6 186 p.    | Holly Mills                                                                  | 6 095 p.    |
| record mondiale; record mondiale stagionale; miglior prestazione mondiale under 23; miglior prestazione mondiale stagionale under 23; record europeo; miglior prestazione europea stagionale; miglior prestazione europea under 23; miglior prestazione europea stagionale under 23; record dei campionati; record nazionale; record nazionale under 23; record personale; record personale stagionale. |                                                                          |             |                                                                |             |                                                                              |             |

## Medagliere
Legenda
     Paese ospitante
| Posizione | Paese         | Oro | Argento | Bronzo | Totale |
| --------- | ------------- | --- | ------- | ------ | ------ |
| 1         | Italia        | 6   | 5       | 2      | 13     |
| 2         | Germania      | 6   | 4       | 2      | 12     |
| 3         | Rep. Ceca     | 4   | 1       | 0      | 5      |
| 4         | Spagna        | 3   | 7       | 5      | 15     |
| 5         | Francia       | 3   | 6       | 8      | 17     |
| 6         | Paesi Bassi   | 3   | 1       | 2      | 6      |
| 7         | Svizzera      | 3   | 0       | 2      | 5      |
| 8         | Turchia       | 2   | 2       | 1      | 5      |
| 9         | Gran Bretagna | 2   | 1       | 5      | 8      |
| 10        | Polonia       | 2   | 1       | 2      | 5      |
| 11        | Bielorussia   | 2   | 1       | 0      | 3      |
| 12        | Ucraina       | 2   | 0       | 1      | 3      |
| 13        | Ungheria      | 2   | 0       | 0      | 2      |
| 14        | Belgio        | 1   | 4       | 0      | 5      |
| 15        | Finlandia     | 1   | 1       | 1      | 3      |
| 15        | Slovenia      | 1   | 1       | 1      | 3      |
| 17        | Slovacchia    | 1   | 0       | 0      | 1      |
| 18        | Grecia        | 0   | 3       | 1      | 4      |
| 19        | Svezia        | 0   | 2       | 4      | 6      |
| 20        | Portogallo    | 0   | 2       | 1      | 3      |
| 21        | Norvegia      | 0   | 1       | 2      | 3      |
| 22        | Danimarca     | 0   | 1       | 0      | 1      |
| 22        | Irlanda       | 0   | 1       | 0      | 1      |
| 24        | Andorra       | 0   | 0       | 1      | 1      |
| 24        | Bulgaria      | 0   | 0       | 1      | 1      |
| 24        | Islanda       | 0   | 0       | 1      | 1      |
| 24        | Lettonia      | 0   | 0       | 1      | 1      |
|           | Totale        | 44  | 45      | 44     | 133    |